# Riky Zapata
Riky Joel Zapata Mejía (ur. 23 listopada 1997 w Teli) – honduraski piłkarz występujący na pozycji lewego obrońcy, reprezentant Hondurasu, od 2023 roku zawodnik Motagui.